# Биюк-Карасу
Бию́к-Карасу́ (также Карасу, Кара́севка, укр. Біюк-Карасу, Карасівка, крымскотат. Büyük Qarasuv, Буюк Къарасув) — река в Крыму. Крупнейший правый приток Салгира в нижнем течении. 

## Описание
Длина реки — 86 км, площадь водосборного бассейна — 1160 км², уклон реки 4,37 м/км, среднемноголетний сток на гидропосте Зыбины, составляет 1,41 м³/сек, в устье — 1,05 м³/сек.. Начинается мощным источником Карасу-Баши у подножий горного массива Караби-яйлы на высоте 228 над уровнем моря, впадает в Салгир у посёлка Нижнегорский, в 39 км от устья.
Средний расход воды — 0,61 м³/с.

Питание реки смешанное с преобладанием дождевого. Режим стока сходен с другими реками Крыма: летняя межень и зимний подъём воды — в 1912 году после ливня потоком реки был уничтожен целый район Карасубазара. 

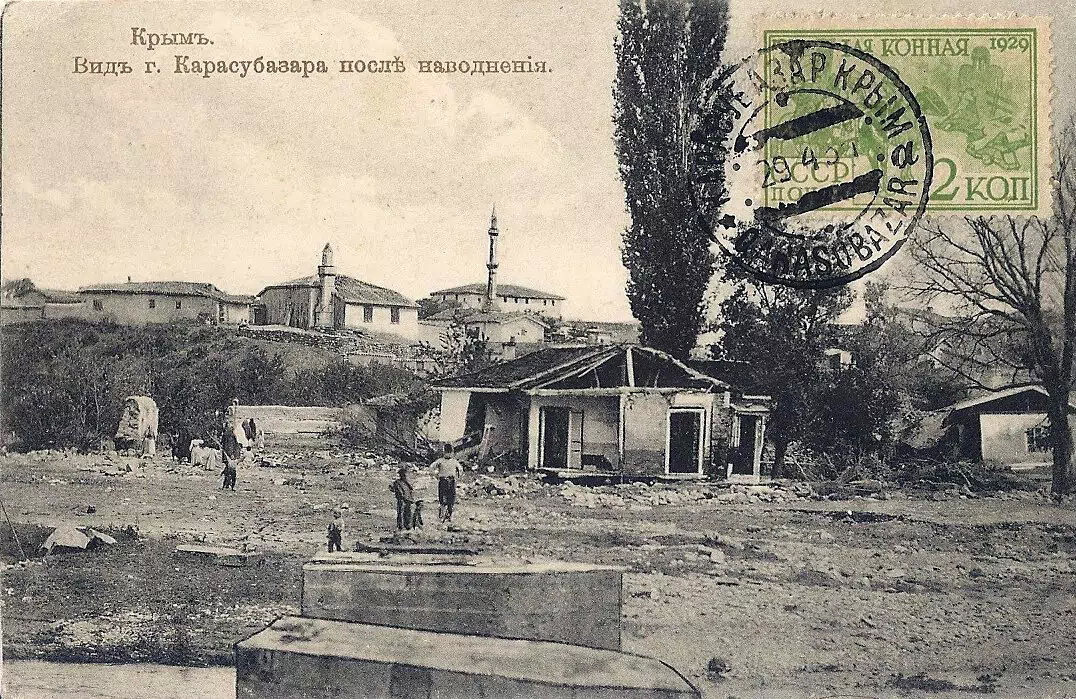
Вид г. Карасубазара после наводнения 1912 года
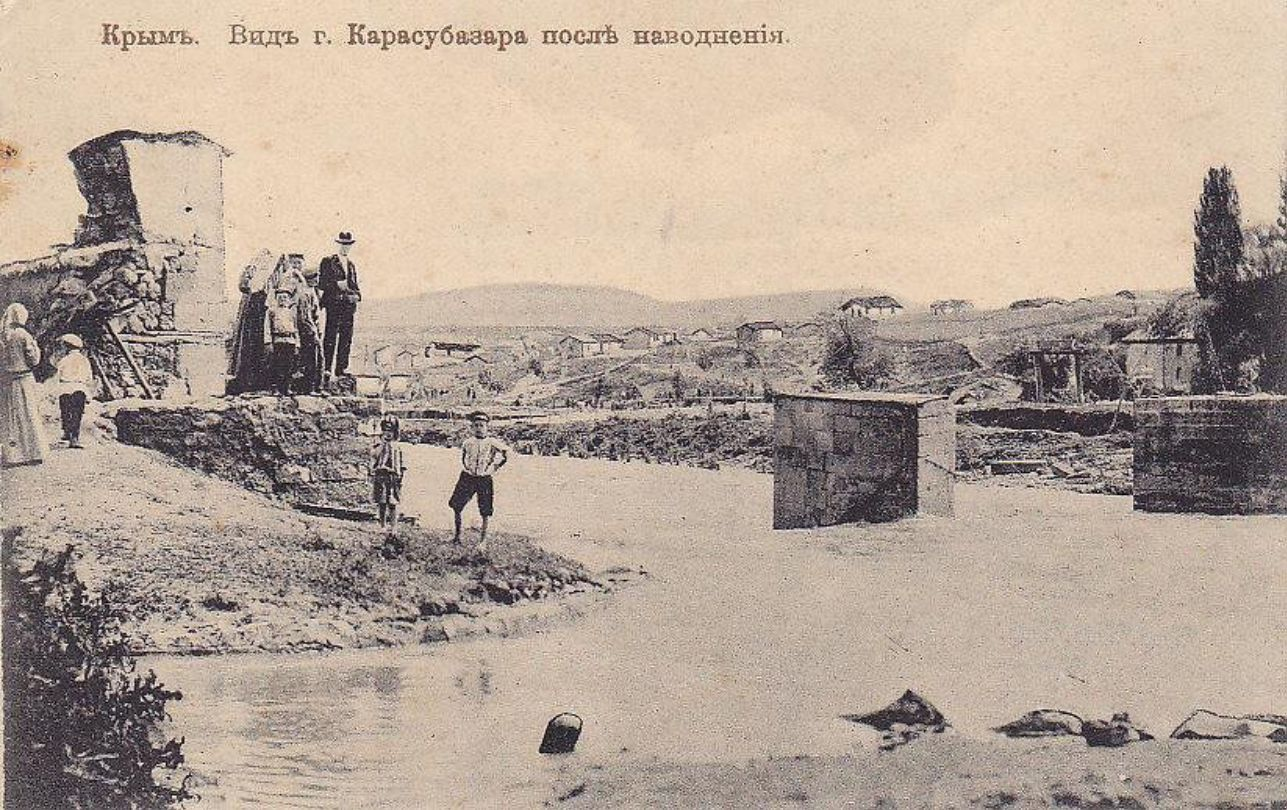
Вид  Карасубазара после наводнения

В ночь на 26 июля 1815 года, после сильного ливня в горах, на реке образовался сель, о последствиях которого полицмейстер Карасубазара доносил губернатору
…многие дома с места снесены, люди в них бывшие были утоплены, другие дома совсем разрушились и подавили под собой людей, да прочие строения были наполнены водой.
У Биюк-Карасу 26 притоков, наиболее значительные — Тана-Су (Тонас), Лянчин, Сары-Су и Кучук-Карасу (Малая Карасёвка). В справочнике «Поверхностные водные объекты Крыма» описан неидетифицированный пока левый приток Тайган, длиной 10,0 км, с площадью водосборного бассейна 23,0 км², впадающий в 79 км от устья и имеющий 2 безымянных притока длиной менее 5 километров. У Николая Рухлова в книге «Обзор речных долин горной части Крыма» 1915 года приводятся названия нескольких притоков-балок, большинство из которых идентифицируются на современных картах (сохранён порядок расположения Рухлова):
- Чабан-чокрак-дере (также Карачёльская балка) — правый приток, начинается источником Чобан-Чокрак[9] впадает на северной окраине Белогорска;
- Барынская балка — правый, впадает на северной окраине Вишенного[10];
- Аджиларская балка — правый, впадает в 300 м южнее окраины Мельников[11];
- Коп-Качин (также Джавтайган), в верховье носящий название Мамбетуланской балки (на современных картах подписана, как Орта-Джилга[12]) — левый, сейчас впадает в Белогорское водохранилище[13];
- Терен — левый, впадает у северной окраины села Белая Скала[14];

а также пока неопознанные Чокур-Дере и Каплынская;
- Сартана (Сарытана) — правый, впадает у села Головановка, гидроним дан по старому названию селения (Сартана), лежащего в его долине[15][16].

Вблизи Белогорска в долине реки расположен памятник природы государственного значения — скала Ак-Кая (325 м).

## Название
Биюк (крымскотат. büyük) означает «большой», а Карасу дословно переводится на русский как «чёрная вода» (qara — чёрный, suv — вода). В тюркских языках так называют реки, начинающиеся выступающими из-под земли родниками (в отличие от aq suv — белой воды — текущей с горных ледников). Левый приток Биюк-Карасу называется Кучук-Карасу (соответственно, «малая чёрная вода»).
Топоним Карасевка появился параллельно с массовым переименованием топонимики Крыма в 1944—1948 годах. Крупные пункты переименовывали Указами Президиума ВС РСФСР 1944, 1945, 1948 годов. Мелкие — постановлением Крымского обкома «О переименовании населённых пунктов, улиц, отдельных видов работ и других татарских обозначений».

## Водохранилища
На реке у города Белогорска расположены два крупных водохранилища — Белогорское (объём 23,3 млн м³) и Тайганское (объём 13,8 млн м³). Воды реки интенсивно используются для орошения, а также для водоснабжения населённых пунктов Белогорского района.
В октябре 2014 года было начато строительство гидроузла у села Новоивановка Нижнегорского района, позволяющего перебрасывать сток реки в Северо-Крымский канал. Строительство гидроузла было завершено в январе 2015 года.

Скорость подачи воды составляет 4 м³/с. Ёмкость пруда-отстойника 20 тыс. м³, площадь около 0,6 га. Также имеется аварийный водосброс на случай паводка.

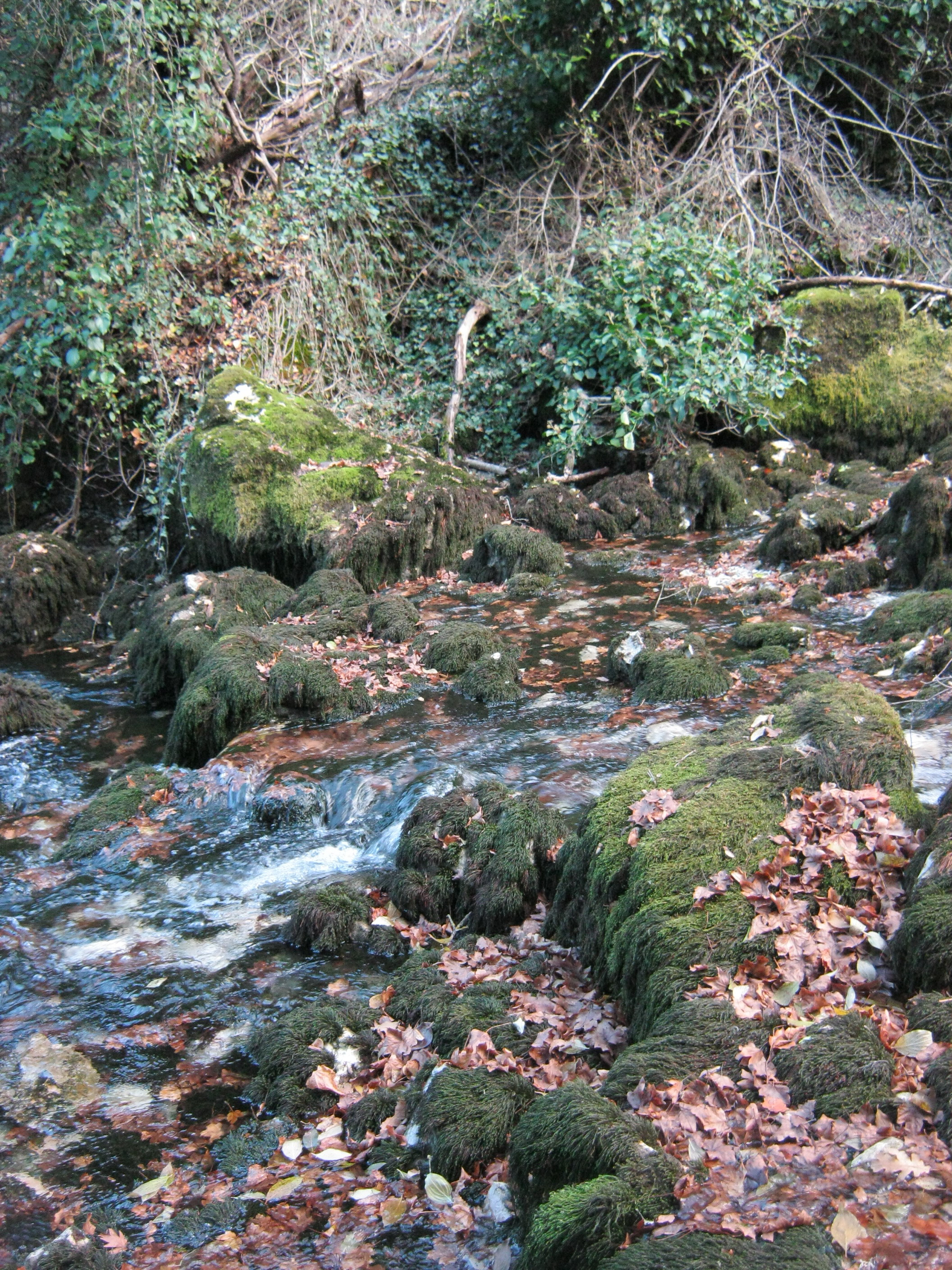
Карстовый источник Карасу-Баши, исток Биюк-Карасу
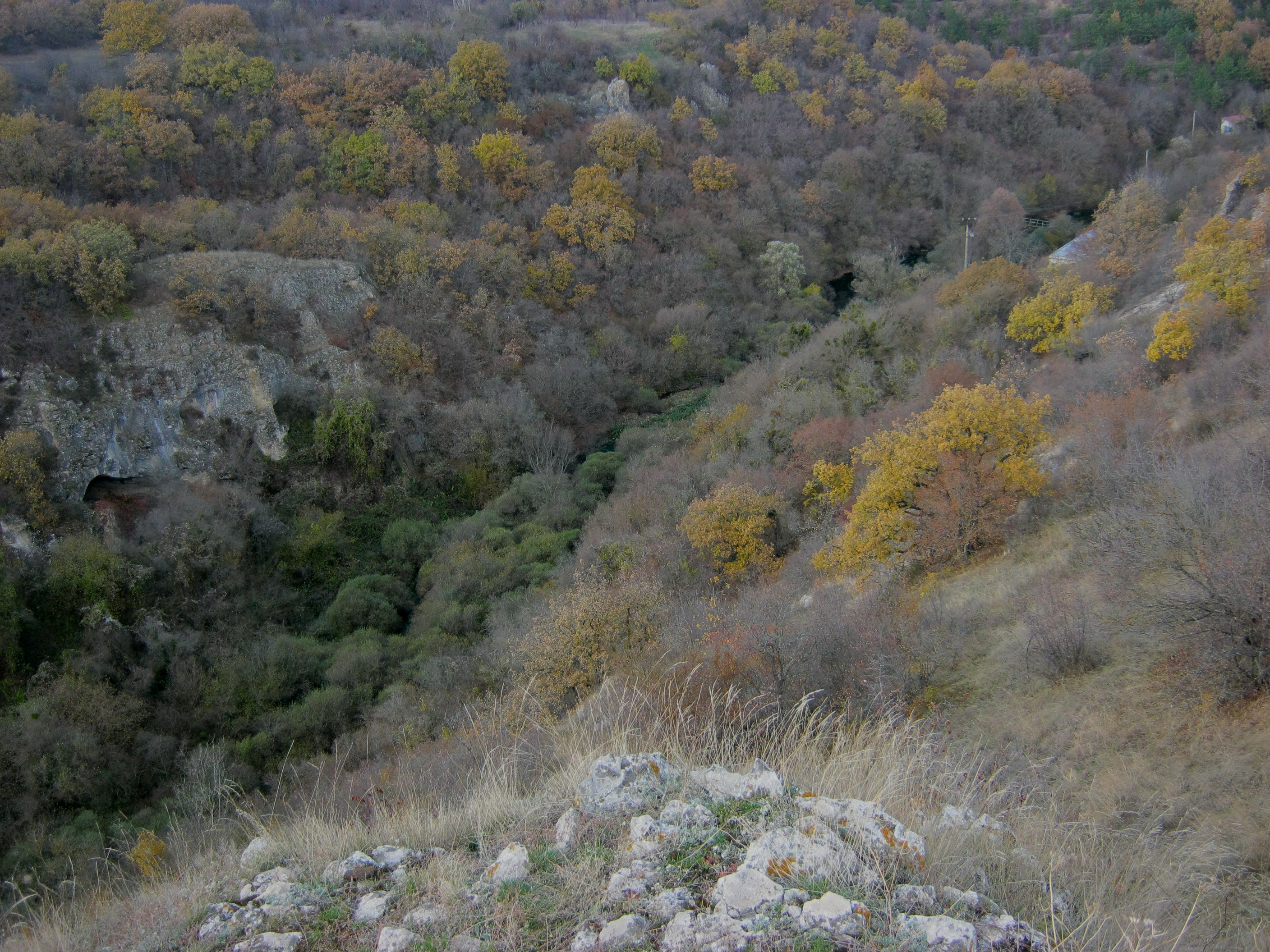
Урочище Карасу-Баши, исток Биюк-Карасу
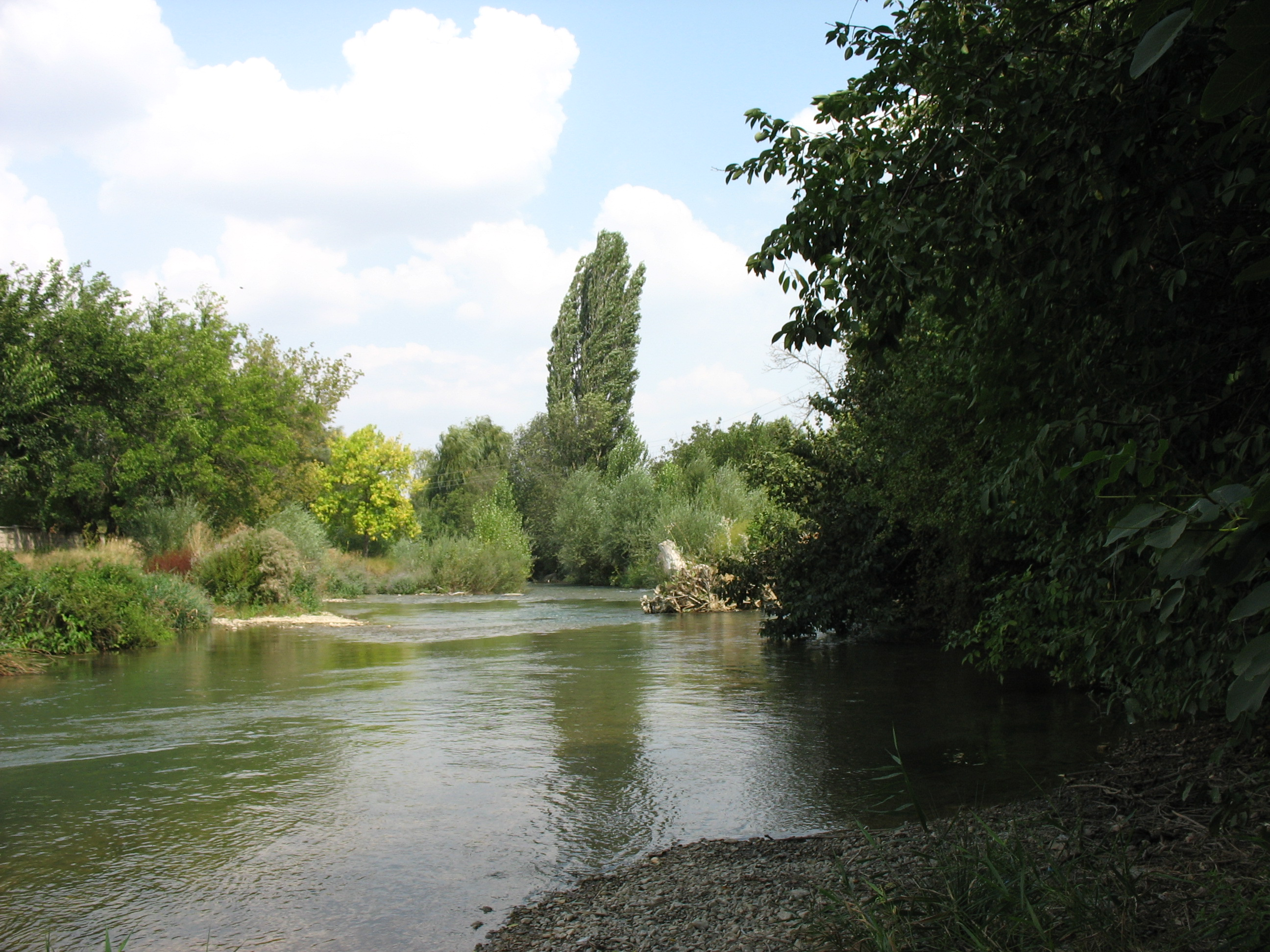
В районе Белогорска.
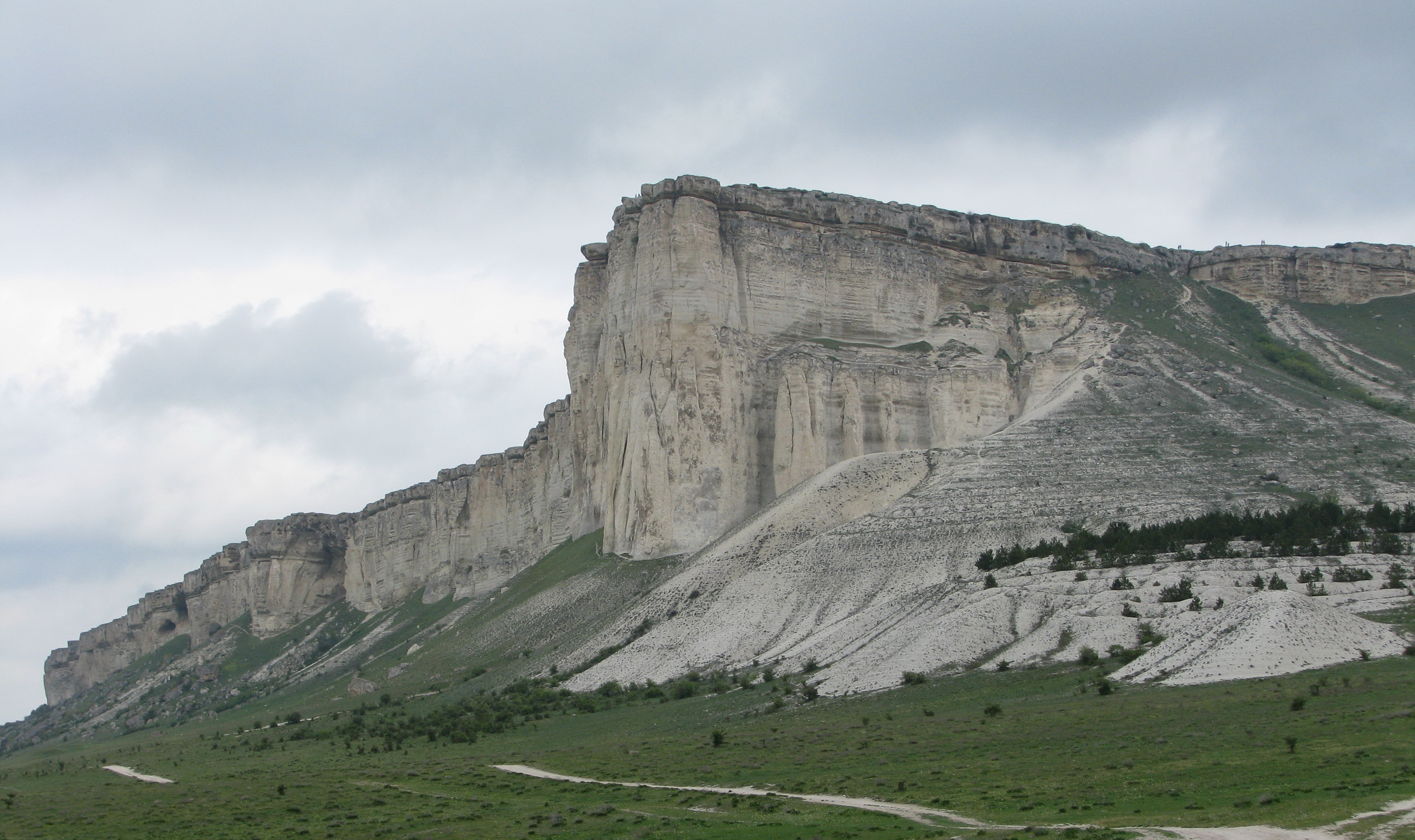
Ак-Кая (Белая скала) - правый берег долины Биюк-Карасу.